# Route nationale 696
Die Route nationale 696, kurz N 696 oder RN 696, war eine französische Nationalstraße, die von 1933 bis 1973 zwischen der ehemaligen Nationalstraße 693 nordöstlich von Chambon-sur-Voueize und La Courtine verlief. Ihre Länge betrug 73,5 Kilometer.